# John Sumegi
John Zoltan Sumegi (* 27. Oktober 1954 in Orange) ist ein ehemaliger australischer Kanute.

## Karriere
John Sumegi nahm an zwei Olympischen Spielen teil. Seine erste Teilnahme erfolgte anlässlich der Olympischen Spiele 1976 in Montreal, bei denen er in zwei Wettbewerben antrat. Über 500 Meter belegte er im Zweier-Kajak mit John Southwood in den Vorläufen und im Halbfinale jeweils den zweiten Rang, im Finale kamen die beiden aber nach 1:39,77 Minuten nicht über den achten Platz hinaus. Im Vierer-Kajak gelang Sumegi mit der Mannschaft auf der 1000-Meter-Strecke der Einzug ins Halbfinale. Als Vierte misslang ihnen jedoch die Finalqualifikation.
Bei den Olympischen Spielen 1980 in Moskau ging Sumegi in den beiden Wettbewerben im Einer-Kajak an den Start. Über 500 Meter zog er nach Siegen im Vorlauf und im Halbfinale in den Endlauf ein, den er hinter Uladsimir Parfjanowitsch aus der Sowjetunion auf dem zweiten Platz beendete und die Silbermedaille gewann. Auf der 1000-Meter-Distanz erreichte er ebenfalls das Finale, in dem er als Viertplatzierter knapp einen weiteren Medaillengewinn verpasste. Mit einer Renntzeit von 3:50,63 Minuten überquerte er 14 Hundertstelsekunden hinter dem Rumänen Ion Bîrlădeanu die Ziellinie.
Zwischen den Spielen wurde Sumegi 1979 in Duisburg im Einer-Kajak über 500 Meter Vizeweltmeister.